# Enduriment (botànica)

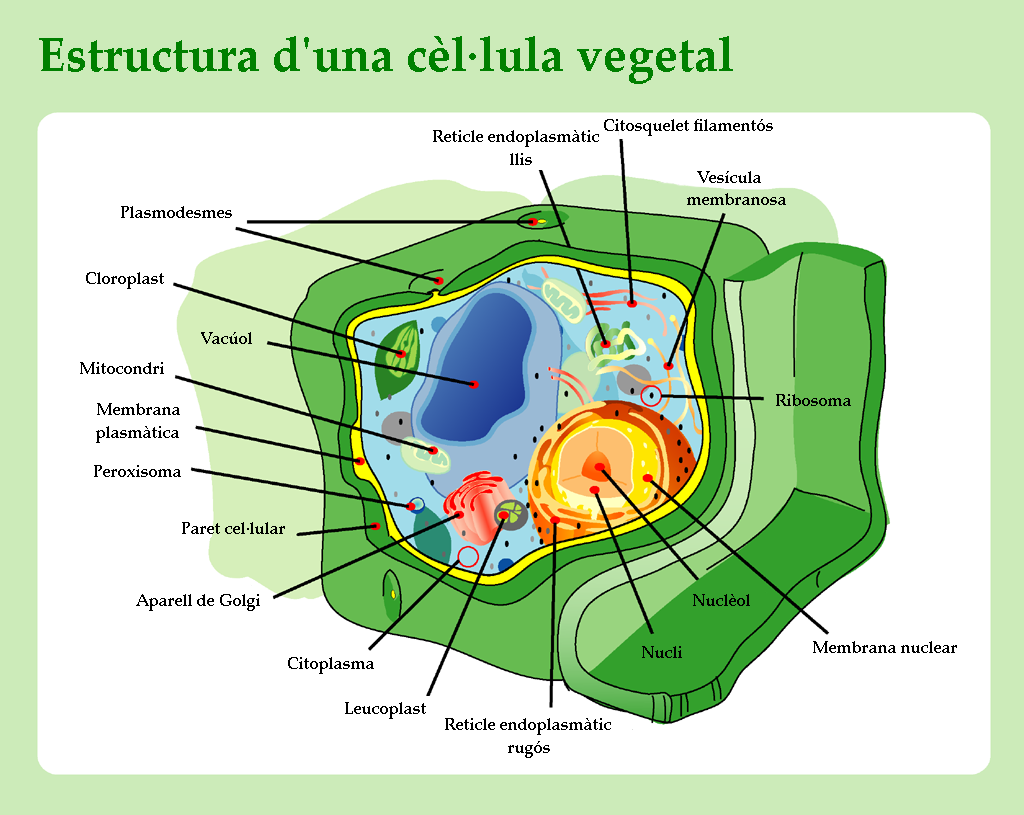
Esquema de cèl·lula vegetal

L'enduriment en botànica és el procés pel qual una planta individual passa a ser tolerant als efectes del fred durant un període de setmanes a mesos.
No totes les espècies de plantes tenen la mateixa possibilitat d'endurir-se, moltes espècies tropicals presenten danys amb temperatures fredes però molt per sobre (per exemple per sota de +10 °C) de la temperatura de congelació.
Durant les mesos d'hivern, a mesura que en els caducifolis cauen les fulles, el fred força a aturar el moviment d'aigua en les plantes.
Es tracta d'un procés amb tres estadis. Durant el primer estadi, es desplacen els carbohidrats a les arrels de la planta i la permeabilitat de la membrana cel·lular s'incrementa. Cap al final del primer estadi la planta serà capaç de tolerar temperatures de -5 a -10 C. En el segon estadi, les membranes cel·lulars estan alterades químicament, i amb aquest procés les plantes podran sobreviure a temperatures de -20 C. En el tercer estadi és aquell que les plantes poden sobreviure a temperatures tan baixes com -50 C, hi pot haver vitrificació.